# Rotellenzia
Rotellenzia is een geslacht van weekdieren uit de klasse van de Gastropoda (slakken).

## Soorten
- Rotellenzia lampra (Watson, 1879)